# Tlalpujahua
Tlalpujahua, ufficialmente Tlalpujahua de Rayón, è un comune del Messico situato nello stato di Michoacán. Nel 2005 è stato inserito nella lista dei pueblos mágicos. È celebre per la produzione di addobbi natalizi, che dopo l'epoca dei minatori è diventata una delle attività principali del paese assieme al turismo.

## Storia
In epoca precolombiana l'area era abitata dai Mazahua, che la chiamavano originariamente Tlalpujahuac, dal nahuatl tlalli (terra) e poxohuac (spugnosa, molle). I P'urhépecha conquistarono l'insediamento nel 1460, che fu poi invaso dagli Aztechi sotto il regno di Axayacatl. L'area rimase quindi un luogo conteso fra l'impero azteco e quello P'urhépecha, fino alla conquista spagnola di entrambe le nazioni.

## Monumenti e luoghi d'interesse

### Architetture religiose
Il Santuario del Carmen è la chiesa principale di Tlalpujahua, chiamata anche parrocchia dei santi Pietro e Paolo, risalente alla prima metà del XVIII secolo.

### Architetture civili
A Tlalpujahua si trova la casa natale di Ignacio López Rayón (dal quale prende il suo nome ufficiale), trasformata successivamente in museo.